# جوني أبلسيد
جوني أبلسيد (بالإنجليزية: Johnny Appleseed)‏ (26 سبتمبر 1774 - 18 مارس 1845). اسم أطلق على أحد قدامى الروَّاد الأمريكيين وهو جون تْشَابْمَان، الذي قام بغرس أعدادٍ كبيرة من أشجار التفاح على امتداد الحدود الإقليميَّة القديمة، وأصبح بطلاً من أبطال السيَر الشعبيّة، لكثرة ما أشادت بذكره كتابات الروائييِّن ومؤلفي القصص القصيرة، وناظمي الأشعار. بَيْد أنَّ كثيرًا مما نُسِب إليه كان من نَسْج الخيال.

## حياته
وُلِدَ تْشَابْمَان في ليومنستر بولاية ماساشوسيتس. وبدأ ترحاله وحيدًا منذ عام 1797، وقضى حياته متنقلاً بين بنسلفانيا الغربية وأوهايو وإنديانا وإلينوي، يغرس شتلاته في البساتين، إبَّان التوسع في الاستيطان ناحية الغرب. وقد بلغت ممتلكاته الشخصية في نهاية المطاف، ما يقارب 490 هكتارًا من البساتين.
أشهر مارُويَ عنه، أنَّه كان شغوفًا بإهداء كل من يلقاه حفنات من بذور التفاح وعُقَلاً من شتلاته. وكان من المألوف أن يقطع تشابمان مئات الأميال لرعاية بستان من البساتين، ورَوَى بعضهم أنه اتخذ وعاءً من الصفيح قُبَّعةً له، كما اتخذ زكيبة فارغة من زكائب البن قميصًا يرتديه وهو حافي القدمين. وقيل إنه كان يمارس الدجل والشعوذة مع الهنود الحمر.
بَيْد أنَّه لم ترد أيُّ براهين تُدَلِّل على صحة ما نُسِبَ إليه من حكايات ساعدت في انتشارها مقالة نُشِرت في مجلة هاربر الشهرية الجديدة عام 1871، وكانت بعنوان جوني أبلسيد، بطل من الرواد كتبها مؤلف يدعى و.د.هيلي.